# Loxostege venustalis
Loxostege venustalis is een vlinder uit de familie grasmotten (Crambidae). De wetenschappelijke naam van deze soort is voor het eerst geldig gepubliceerd in 1782 door Cramer.
De soort komt voor in tropisch Afrika.